# Nota referencial
Una nota referencial, en l'àmbit musical, representa la nota donada externament (ex: amb un piano), a partir de la qual les persones amb coneixement musical són capaces d'entonar les altres notes de l'escala musical. La nota referencial per excel·lència és el La4, que correspon a una freqüència de 440 Hz ja que és el to reconegut internacionalment com l'estàndard musical. L'objecte típicament usat per a donar la nota de referencia (La) s'anomena diapasó